# In Our Nature
In Our Nature è un film del 2012 diretto da Brian Savelson.

## Trama
Seth, nell'intento di organizzare una gita fuori porta romantica con la sua ragazza Andie, decide di portare quest'ultima nella casa in cui la sua famiglia era solita trascorrere brevi vacanze fuori città. Qui, poco dopo essere arrivato con Andie, riceve l'inaspettata visita del suo estraniato padre Gil, che, avendo avuto la sua stessa idea, aveva portato la sua ragazza Vicky, molto più giovane di lui. Padre e figlio, allontanatisi l'un l'altro ormai da tempo, decidono di condividere la casa per la prima volta sin dai tempi in cui Seth era ancora un bambino. Tra l'emergere di vecchie e nuove tensioni, i due proveranno quindi a ricongiungersi, scoprendo come i legami familiari siano più forti di quanto potessero aspettarsi.

## Produzione
Girato in tre settimane nei pressi di una casa di campagna di Mount Tremper, nel nord della contea di Ulster, facente parte dell'area metropolitana di New York, il film è scritto e diretto da Brian Savelson, alla sua prima esperienza da regista cinematografico. Savelson spiegò di aver cercato di costruire un film partendo da una rappresentazione non nuova, come quella di due coppie che trascorrono un fine settimana nella stessa casa, per poi approfondire aree inesplorate, affidandosi ad una forte caratterizzazione dei personaggi. Proveniente dal mondo del teatro, il regista spiegò anche di aver preferito fare un film in modo da poter cogliere delle sfumature che solo il "grande schermo" è in grado di offrire; per Savelson le parti migliori del film sono infatti quei momenti di silenzio tra le battute, in cui le espressioni degli attori sono messe in risalto.
La sceneggiatura vede una scena in cui il personaggio di John Slattery effettua un eskimo sul lago; l'attore, che non aveva mai svolto tale attività prima, si sottopose quindi a delle lezioni sul fiume Hudson.

## Distribuzione
Dopo essere stato proiettato per la prima volta il 10 marzo 2012 al festival South by Southwest, il film debutta nelle sale cinematografiche statunitensi il 7 dicembre 2012 in distribuzione limitata.